# 伊丽莎白 (路易斯安那州)
伊丽莎白（英語：Elizabeth），是美国路易斯安那州下属的一座城市。根据2010年美国人口普查，该市有人口532人。建置上，属于“town”。
截至2000年人口普查，[6]该镇有574人、191户、165户。人口密度为每平方英里353.9 人（136.6 人/平方公里）。

## 历史
伊丽莎白村曾被称为“伊丽莎白镇”。 1964 年 1 月 23 日，州长吉米·H·戴维斯 (Jimmie H. Davis)签署公告，伊丽莎白成为艾伦教区第五个合并城镇，该镇成为合法城镇。
选择伊丽莎白这个名字是为了纪念萨姆·帕克斯 (Sam Parks) 的女儿，萨姆·帕克斯是工业木材公司 Calcasieu 造纸厂的创始人之一。伊丽莎白经过精心规划，拥有一个为木材厂提供原料而建造的公司城镇的组成部分，工厂的镇医院现在拥有伊丽莎白村礼堂。

## 地理
根据美国人口普查局2010年的数据，该镇（还不是村庄）总面积为1.7平方英里（4.3公里），其中0.0077平方英里（0.02公里）或0.37%是水。